# Guido De Philippis

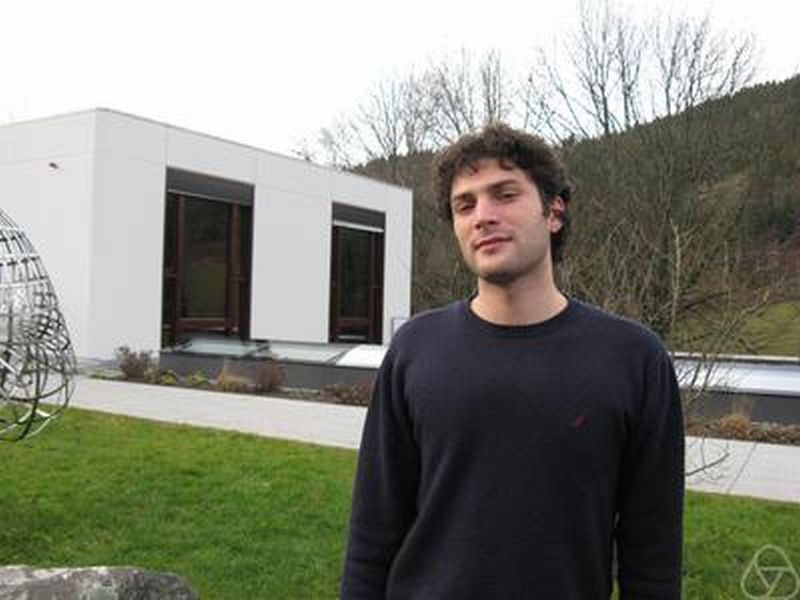
Guido De Philippis, Oberwolfach 2011

Guido De Philippis (* 16. August 1985 in Fiesole bei Florenz) ist ein italienischer Mathematiker. Er befasst sich mit Variationsrechnung, Partiellen Differentialgleichungen und geometrischer Maßtheorie.

## Leben
Guido De Philippis studierte Mathematik an der Universität Florenz mit dem Diplom 2009 bei Emanuele Paolini und wurde 2012 an der Scuola Normale Superiore in Pisa bei Luigi Ambrosio und Luis Caffarelli promoviert (Regularity of optimal transport maps and applications). Als Post-Doktorand war er 2013 am Hausdorff Center for Mathematics in Bonn, 2014 an der Universität Zürich und 2015 als Chargé de Recherche des CNRS an der École normale supérieure de Lyon. 2016 wurde er Assistenzprofessor am SISSA in Triest.
Er befasst sich mit geometrischen Variationsproblemen zum Beispiel bei optimalem Transport, dem Plateau-Problem, Mumford-Shah-Optimierung bei der Bildverarbeitung, den Monge-Ampere-Gleichungen und Problemen optimaler Form. Er arbeitete unter anderem mit Alessio Figalli zusammen.
2016 erhielt er den EMS-Preis und 2014 den Carlo Miranda Preis. Für 2018 wurde ihm die Stampacchia-Medaille der Unione Matematica Italiana (UMI) zugesprochen, für 2021 der Antonio-Feltrinelli-Preis für Nachwuchswissenschaftler („Premi Antonio Feltrinelli Giovani“), für 2023 der Premio Caccioppoli der UMI.

## Schriften
- mit Alessio Figalli: The Monge-Ampère equation and its link to optimal transportation. In: Bulletin of the American Mathematical Society. Band 51, Nr. 4, 2014, S. 527–580, doi:10.1090/S0273-0979-2014-01459-4.
- mit Alessio Figalli: Partial regularity results in optimal transportation. In: Vincenzo Ancona, Elisabetta Strickland (Hrsg.): Trends in contemporary mathematics (= Springer INdAM Series. 8). Springer International, Cham 2014, ISBN 978-3-319-05253-3, S. 293–307, doi:10.1007/978-3-319-05254-0_21.
- Regularity of optimal transport maps and applications (= Scuola Normale Superiore. Tesi. = Scuola Normale Superiore. Theses. 17). Edizione della Normale u. a., Pisa u. a. 2013, ISBN 978-88-7642-456-4 (Pisa, Scuola Normale Superiore, Dissertation, vom 2. November 2012).